# Sinulog

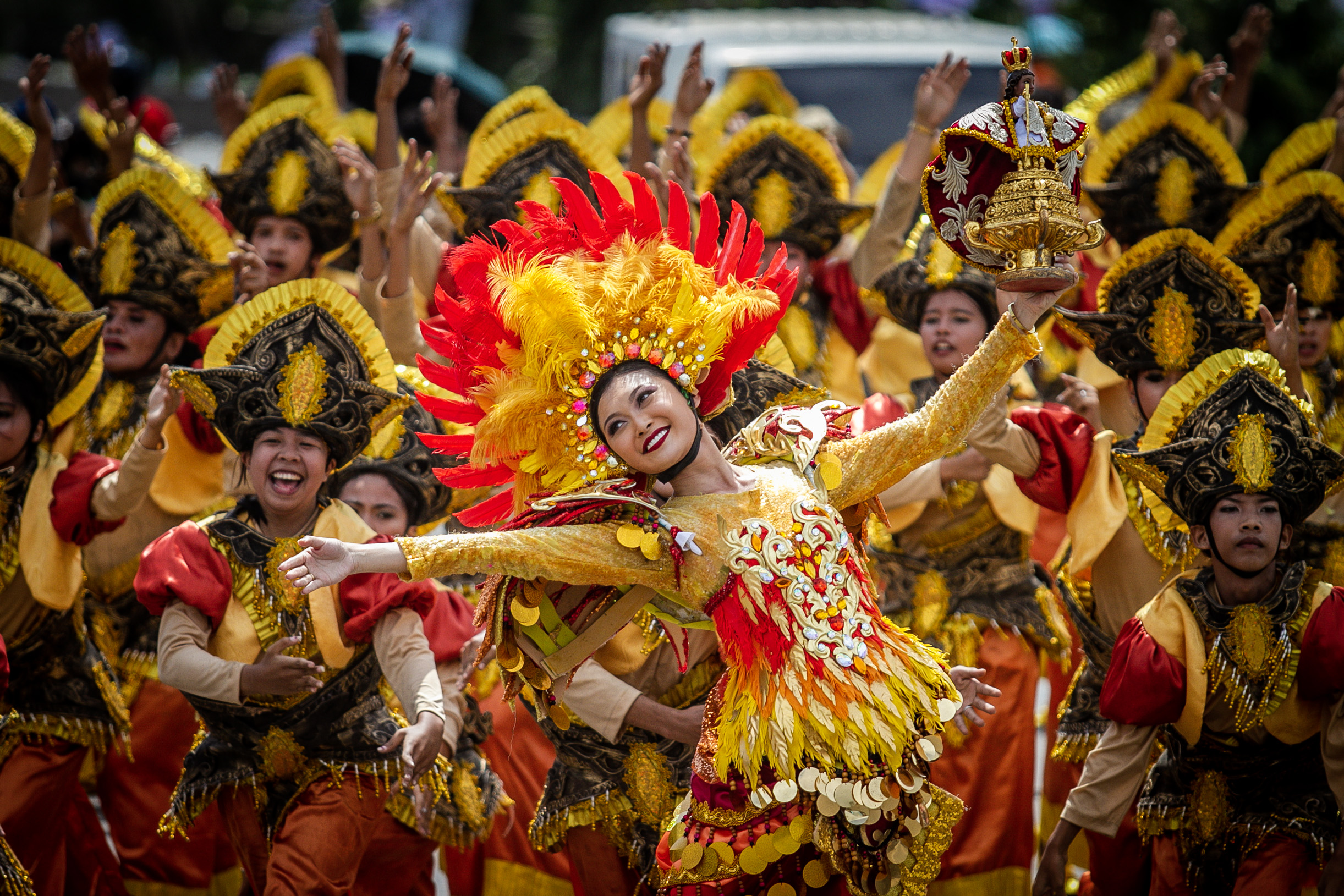
Sinulogfestival

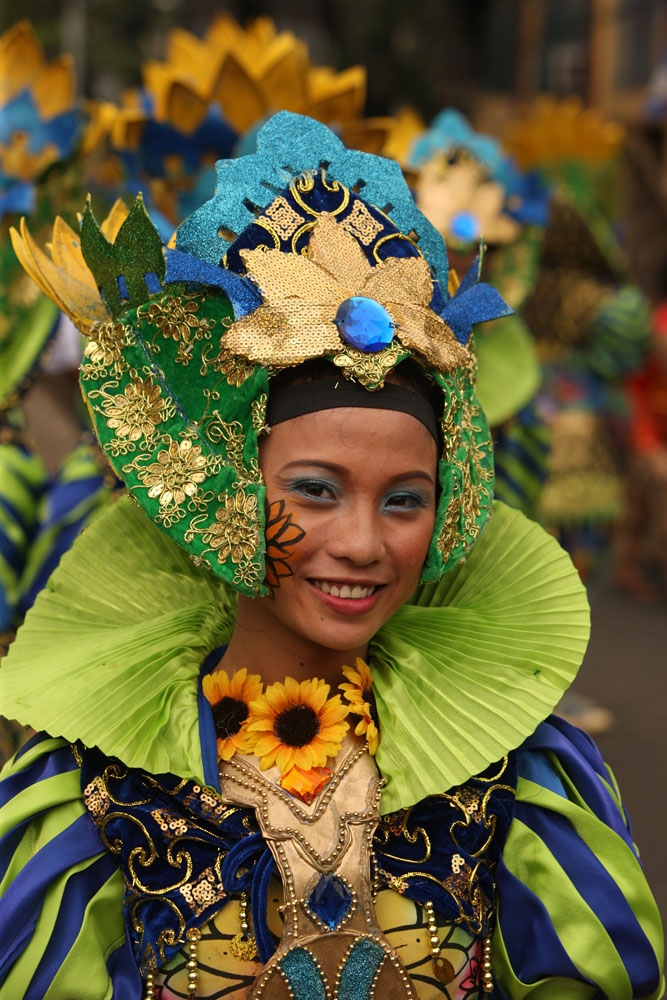
Een deelnemer aan Sinulog (2010)

Het Sinulogfestival is een van de grootste en kleurrijkste festivals van de Filipijnen. Het festival wordt elk jaar op de derde zondag van januari gehouden in Cebu City ter ere van Santo Niño (het kind Jezus). Het festival is in essentie een dansritueel, dat het heidense verleden en de bekering tot het christendom van de Cebuano's herdenkt. Deelnemers aan het festival zijn gekleed in fel gekleurde kostuums en dansen op het ritme van de drum en lokale gongs. De straten zijn meestal overvol met toeschouwers die de straatdansen willen zien en verkopers, die hun waren willen verkopen. 
Naast het Sinulogfestival in Cebu worden er in andere delen van de provincie Cebu kleinere versies van het festival gehouden. Tevens is er de week voor de grote optocht de zogenaamde Sinulog sa Kabataan, die wordt opgevoerd door de jeugd van Cebu.
De laatste jaren is het culturele evenement sterk gecommercialiseerd om te dienen als een toeristentrekker. De meeste activiteiten van het festival vinden plaats in het Cebu City Sports Complex.